# STOBAR

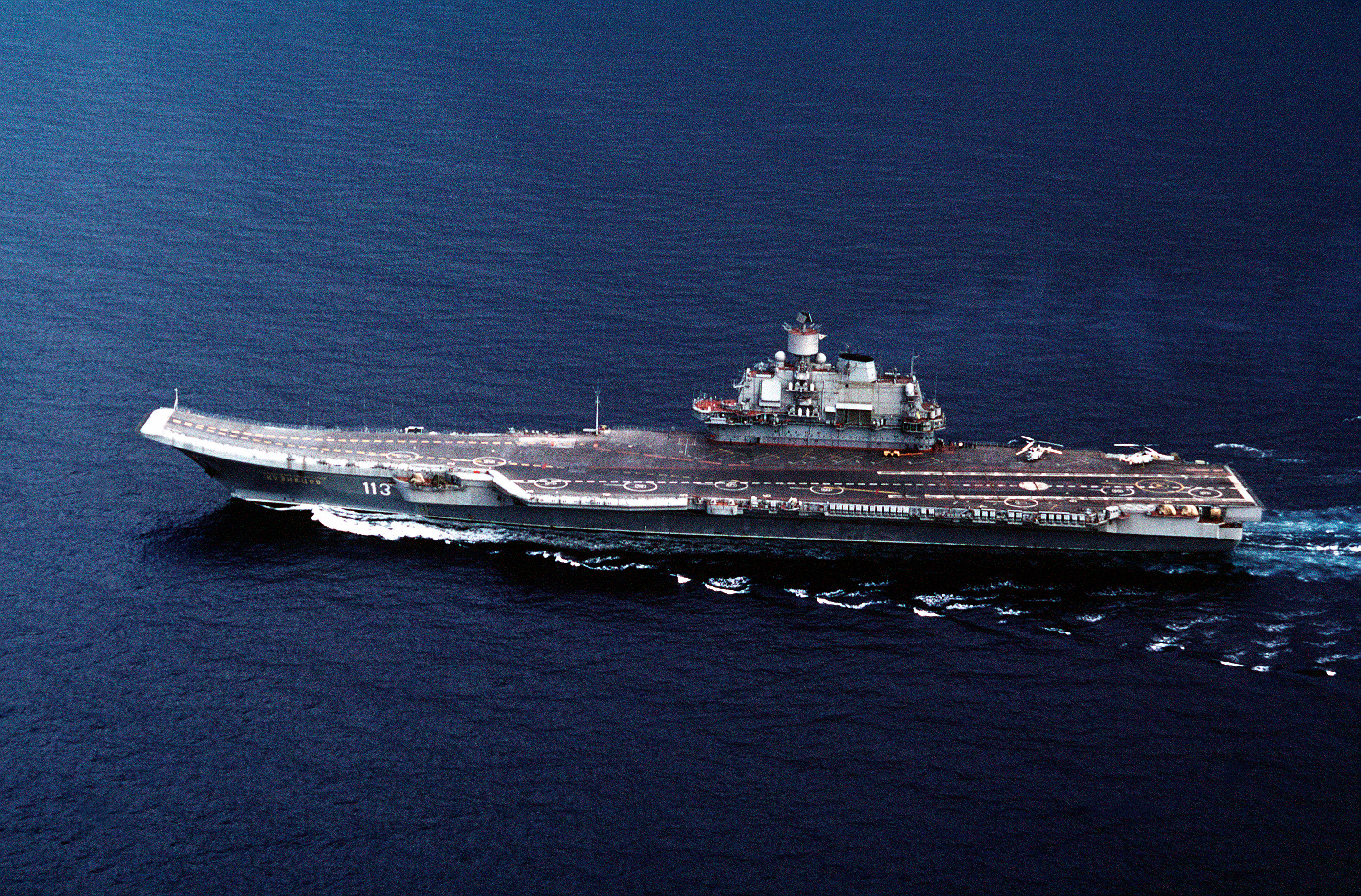
El portaavions rus Admiral Kuznetsov, proveït d'una rampa d'enlairament ski-jump.

STOBAR (acrònim en anglès de Short Take-Off But Arrested Recovery, «enlairament curt però aterratge mitjançant detenció») és un sistema per a l'enlairament i aterratge des de la coberta d'un portaavions tot combinant elements de la tecnologia STOVL i CATOBAR. L'avió s'enlaira servint-se del seu propi impuls tot utilitzant una rampa d'enlairament o ski-jump, en lloc d'ésser propulsat amb una catapulta. La diferència amb el sistema STOVL és que es tracta d'avions convencionals, incapaços d'aterrar verticalment, de tal manera que cal que el portaavions disposi de cables d'aterratge, per aturar l'avió un cop aquest ha contactat amb la coberta del vaixell, de la mateixa manera que en el sistema CATOBAR.
En l'actualitat, els únics portaavions d'aquest tipus són el rus Almirall Kuznetsov (el primer d'aquest tipus) i el xinès Shi Lang (ex -Varyag) que està realitzant les seus proves de mar. Està previst que un altre navili ex-soviètic, l'Almirall Gorshkov, venut a l'Índia el 2004, operarà amb aquesta tecnologia sota el nom d'INS Vikramaditya. L'Índia té previst desenvolupar els seus propis portaavions, els anomenats classe Vikrant, que també empraran el sistema STOBAR, atès que és més simple de construir que un CATOBAR, encara que limiti l'operativitat a caces amb una relació pes-potència equilibrada.